# Karl Andersen (Cellist)
Karl August Andersen (* 29. März 1903 in Oslo (Kristiania); † 15. August 1970 ebenda) war ein norwegischer Cellist, Komponist und Musikpädagoge.
Andersen hatte ab dem 13. Lebensjahr Cellounterricht und studierte Musiktheorie bei Arvid Kleven und Iver Holter. Er setzte seine Ausbildung als Cellist ab 1921 in Berlin bei Hugo Becker fort und studierte dort Musiktheorie bei Hermann Grabner. Er debütierte 1920 als Cellist in Oslo und wurde 1924 Zweiter Cellist des Filharmonisk Sellskaps Orkester. Von 1932 bis 1962 war er Erster Cellist dieses Orchesters. Ab 1932 war er zudem Mitglied des Streichquartetts der Philharmonischen Gesellschaft. Er komponierte u.a, ein Streichquartett (1934), eine Sinfonie für Kammerorchester (1936), eine Orchestersuite (1937), ein Trio für Flöte, Klarinette und Cello (1939), Vaadagen für Männerchor (1942), die Orchesterouvertüre Festspill (1951) und das Ballett Pilemønstret.

## Quelle
- Store Norske Leksikon - Karl August Andersen

| Personendaten    | Personendaten                                     |
| ---------------- | ------------------------------------------------- |
| NAME             | Andersen, Karl                                    |
| ALTERNATIVNAMEN  | Andersen, Karl August (vollständiger Name)        |
| KURZBESCHREIBUNG | norwegischer Cellist, Komponist und Musikpädagoge |
| GEBURTSDATUM     | 29. März 1903                                     |
| GEBURTSORT       | Oslo (Kristiania)                                 |
| STERBEDATUM      | 15. August 1970                                   |
| STERBEORT        | Oslo (Kristiania)                                 |